# Доброшинци
Доброшинци (мкд. Доброшинци) су насеље у Северној Македонији, у југоисточном делу државе. Доброшинци су у саставу општине Васиљево.

## Географија
Доброшинци су смештени у југоисточном делу Северне Македоније. Од најближег града, Струмице, насеље је удаљено 10 km северно.
Насеље Доброшинци се налази у историјској области Струмица. Насеље је положено на северном ободу плодног Струмичког поља, на месту где се из поља издижу прва брда планине Малешевских планина. Надморска висина насеља је приближно 290 метара.
Месна клима је блажи облик континенталне због близине Егејског мора (жарка лета).

## Становништво
Доброшинци су према последњем попису из 2002. године имали 936 становника.
Претежно становништво у насељу су етнички Македонци (80%), а мањина су Турци (19%). Турци су до половине 20. века чинили већину становништва, али су се потом у великом броју спонтано иселили у матицу.
| Националност | Становника |
| Македонци    | 753        |
| Албанци      | 0          |
| Турци        | 182        |
| Роми         | 0          |
| Цинцари      | 0          |
| Срби         | 0          |
| остали       | 1          |

Претежна вероисповест месног становништва је православље, а мањинска ислам.